# Rhadinorhynchus lintoni
Rhadinorhynchus lintoni är en hakmaskart som beskrevs av Cable och Linderoth 1963. Rhadinorhynchus lintoni ingår i släktet Rhadinorhynchus och familjen Rhadinorhynchidae. Inga underarter finns listade i Catalogue of Life.